# Francisco Dumont
Francisco Dumont là một đô thị thuộc bang Minas Gerais, Brasil. Đô thị này có diện tích 1553,326 km², dân số năm 2007 là 4759 người, mật độ 3,3 người/km².